# Hugo Lutteman
Nils Hugo Martin Lutteman, född 10 februari 1837 i Lojsta församling, Gotlands län, död 27 juni 1889 i Klara församling, Stockholms stad, var en svensk sångare.

## Biografi
Hugo Lutteman föddes 1837 på Lojsta prästgård i Lojsta socken. Han var son till kyrkoherden Martin Lutteman och Johanna Kristina Hellgren. Lutteman studerade vid gymnasiet i Visby och blev 1857 student vid Uppsala universitet. Där bildade han 1862 en sångarkvartett som utökades till en dubbelkvartett. Han avlade 1863 kameralexamen vid Uppsala universitet och började därefter att arbeta vid centrala ämbetsverken i Stockholm. Sommaren 1863 åke han på en sångarfärd med dubbelkvartetten till Dalarna och Norrland. Kvartetten kom att få lovord av musikläraren Oscar Arpi. 1866 bildade Lutteman tillsammans med Zacharias Köster, Gustaf Rydberg och Ellberg den Luttemanska kvartetten. Med den nybildade kvartetten gjorde han från 1867 till 1870 en rundresa i Europa. Han avled 1889 i Klara församling, Stockholm.